# Zbigniew Rybczyński
Zbigniew Rybczyński (Łódź, 27 gennaio 1949) è un regista polacco.
Ha ricevuto numerosi premi in tutto il mondo, tra cui il premio Oscar nel 1983 e l'Emmy nel 1990.

## Biografia
Negli anni sessanta frequenta prima il liceo artistico a Varsavia e poi, a Łódź, sua città natale, la Scuola di Cinema. In questi anni realizza due cortometraggi: Kwadrat e Take five. Dopo l'accademia viene assunto dalla Se.Ma.For, un celebre studio di animazione polacco e, parallelamente, lavora come operatore freelance di film didattici, corti e lungometraggi di finzione, collaborando tra l'altro con registi quali Andrzej Baranski e Grzegorz Krolikiewicz. In questo periodo aderisce al gruppo d'avanguardia Warsztat Formy Filmowej. 
Nel 1977 si reca a Vienna dove realizza Weg Zum Nachbarn e Mein Fenster. Durante il soggiorno viennese Rybczynski diviene un attivista di Solidarność e, dopo il colpo di Stato di Jaruzelski in Polonia, chiede, per protesta, asilo politico al governo austriaco. 
Nel 1980 realizza Tango che oltre a dargli fama e notorietà gli permetterà di vincere nel 1983 il Premio Oscar come miglior cortometraggio d'animazione.
Ha lavorato anche in Italia, collaborando nel 1987 alla trasmissione di Rai 1 Immagina, condotta da Edwige Fenech, e nel 1989 a Fluff, processo alla TV di Andrea Barbato.
Trasferitosi negli Stati Uniti, fonda la sua casa di produzione, la Zbig Vision, e lavora ai suoi primi video in alta definizione (Steps nel 1987, L'orchestre nel 1990, Kafka nel 1992) e ad alcuni videoclip musicali (da ricordare Opportunities (Let's Make Lots of Money) dei Pet Shop Boys e Close (to the Edit) degli Art of Noise, vincitore di due MTV Video Music Awards nel 1985). 
Dopo l'esperienza americana, Rybczyński si trasferisce in Germania, prima a Berlino, dove approfondisce le tecniche di grafica computerizzata applicate al video e poi a Colonia, dove insegna all'Accademia di Arti Mediali. 
Nel 2001 si trasferisce nuovamente negli Stati Uniti. Nel 2009 torna in Polonia, dove nel 2013 fonda il Centro delle Tecnologie Audiovisive (CeTA), presso lo Studio Cinematografico di Breslavia.

## Filmografia

### Cinema
- Kwadrat (Square) - cortometraggio (1972)
- Take Five  - cortometraggio (1972)
- Plamuz (Music Art) - cortometraggio (1973)
- Zupa (Soup) - cortometraggio (1974)
- Nowa Ksiazka (New Book) - cortometraggio (1975)
- Lokomotywa (Locomotive) - cortometraggio (1975)
- Swieto (Holiday) - cortometraggio (1975)
- Oj! Nie moge sie zatrzymaci! (Oh, I Can't Stop!) - cortometraggio (1976)
- Weg zum Nachbarn (Way To Your Neighbor) - cortometraggio (1976)
- Mein Fenster(My Window) - cortometraggio (1979)
- Tango - cortometraggio (1980)
- Media - cortometraggio (1980)
- Sceny Narciarskie z Franzem Flammerem (Ski Scenes with Franz Klammer) - documentario (1980)
- Wdech-Wydech (Inhale-Exhale) - documentario (1981)
- The Discreet Charm of the Diplomacy - cortometraggio (1984)
- The Day BeforeE - cortometraggio (1984)
- Imagine (1986)
- Steps (1987)
- The Duel (1988)
- The Fourth Dimension (1988)
- Capriccio NO.24 (1989)
- The Orchestra (1990)
- Manhattan - cortometraggio (1991)
- Washington - cortometraggio (1991)
- Kafka (1992)

### Videoclip musicali
- Sign of the Times - video musicale per Grandmaster Flash (1984)
- The Real End - video musicale per Rickie Lee Jones (1984)
- All That I Wanted - video musicale per  Belfegore (1984)
- Diana D - video musicale per Chuck Mangione (1984)
- Close to the Edit - video musicale per gli Art of Noise (1984)
- Lose Your Love - video musicale per i  Blancmange (1985)
- Alive and Kicking - video musicale per i Simple Minds (1985)
- Ultima Ballo - video musicale per gli Angel and Maimone (1985)
- Midnight Mover - video musicale per gli Accept (1985)
- Minus Zero - video musicale per i Lady Pank (1985)
- She Went Pop - video musicale per i I am Siam (1985)
- Hot Shot - video musicale per Jimmy Cliff (1985)
- P-Machinery - video musicale per i Propaganda (1985)
- Opportunities (Let's Make Lots of Money) - video musicale per i Pet Shop Boys (1985)
- Who Do You Love - video musicale per Bernard Wright (1985)
- Candy - video musicale HDTV per i Cameo (1986)
- The Original Wrapper - video musicale per Lou Reed (1986)
- I Can't Think about Dancing - video musicale per i Missing Persons (1986)
- Sex Machine - video musicale per i The Fat Boys (1986)
- All the Things She Said - video musicale per i Simple Minds (1986)
- Hell in Paradise - video musicale per Yōko Ono (1986)
- Stereotomy - video musicale per i The Alan Parsons Project (1986)
- Opportunities - video musicale per i Pet Shop Boys (1986)
- Let's Work - video musicale HDTV per Mick Jagger (1987)
- Why Should I Cry? - video musicale HDTV per Nona Hendryx (1987)
- Keep Your Eye on Me - video musicale HDTV per Herb Alpert (1987)
- I Am Begging You - video musicale per i Supertramp (1987)
- Time Stand Still - video musicale per i Rush (1987)
- Something Real - video musicale per i Mr. Mister (1987)
- Dragnet 1987 - video musicale per gli Art of Noise (1987)
- Blue Like You -  video musicale HDTV per Étienne Daho (1988)
- You Better Dance - video musicale HDTV per i The Jets (1989)
- Cowbell - video musicale HDTV per Takeshi Itoh (1989)

## Riconoscimenti (parziale)
- 1983 - Premio Oscar
- 1990 - Premio Emmy